# Cerithiopsis diadema
Cerithiopsis diadema is een slakkensoort uit de familie van de Cerithiopsidae. De wetenschappelijke naam van de soort is voor het eerst geldig gepubliceerd in 1874 door Monterosato.